# 木下孝則
木下 孝則（きのした たかのり、1894年2月24日 - 1973年3月29日）は、日本の洋画家。

## 人物
東京市四谷区生まれ。同じく画家の木下義謙は実弟。父の木下友三郎は明治大学総長。母方の叔父の児島善久雄は西洋美術史家。
学習院初等科、学習院中等科を経て学習院高等科を卒業する。京都帝国大学法科大学政治経済学科および東京帝国大学文科大学哲学科をいずれも中退。このころに小島善太郎など複数の画家と知り合い、油絵を開始。1921年、二科展に入選。その後フランスに留学。帰国後に二科会展で樗牛賞および二科賞受賞。1936年に二科会を脱会して一水会創立会員になった。1958年には日本芸術院賞受賞。1973年に没し、勲四等旭日小綬章受章。木下の作品には、女性をモチーフとしたものが多かった。墓所は雑司ヶ谷霊園。